# Onlineprinters
 (avril 2022).
La mise en forme du texte ne suit pas les recommandations de Wikipédia : il faut le « wikifier ».
Les points d'amélioration suivants sont les cas les plus fréquents. Le détail des points à revoir est peut-être précisé sur la page de discussion.
- Les titres sont pré-formatés par le logiciel. Ils ne sont ni en capitales, ni en gras.
- Le texte ne doit pas être écrit en capitales (les noms de famille non plus), ni en gras, ni en italique, ni en « petit »…
- Le gras n'est utilisé que pour surligner le titre de l'article dans l'introduction, une seule fois.
- L'italique est rarement utilisé : mots en langue étrangère, titres d'œuvres, noms de bateaux, etc.
- Les citations ne sont pas en italique mais en corps de texte normal. Elles sont entourées par des guillemets français : « et ».
- Les listes à puces sont à éviter, des paragraphes rédigés étant largement préférés. Les tableaux sont à réserver à la présentation de données structurées (résultats, etc.).
- Les appels de note de bas de page (petits chiffres en exposant, introduits par l'outil «  Source ») sont à placer entre la fin de phrase et le point final[comme ça].
- Les liens internes (vers d'autres articles de Wikipédia) sont à choisir avec parcimonie. Créez des liens vers des articles approfondissant le sujet. Les termes génériques sans rapport avec le sujet sont à éviter, ainsi que les répétitions de liens vers un même terme.
- Les liens externes sont à placer uniquement dans une section « Liens externes », à la fin de l'article. Ces liens sont à choisir avec parcimonie suivant les règles définies. Si un lien sert de source à l'article, son insertion dans le texte est à faire par les notes de bas de page.
- La présentation des références doit suivre les conventions bibliographiques. Il est recommandé d'utiliser les modèles {{Ouvrage}}, {{Chapitre}}, {{Article}}, {{Lien web}} et/ou {{Bibliographie}}. Le mode d'édition visuel peut mettre en forme automatiquement les références.
- Insérer une infobox (cadre d'informations à droite) n'est pas obligatoire pour parachever la mise en page.

Pour une aide détaillée, merci de consulter Aide:Wikification.
Si vous pensez que ces points ont été résolus, vous pouvez retirer ce bandeau et améliorer la mise en forme d'un autre article.
 (avril 2022).
Il peut être nécessaire de l'améliorer pour respecter le principe de neutralité de point de vue. Veuillez consulter la page de discussion pour plus de détails.

 (avril 2022).
Onlineprinters GmbH (fondée sous le nom de Druckerei Meyer GmbH ) est une imprimerie en ligne spécialisée dans la production et commercialisation de produits imprimés. L' imprimerie, dont le siège est déplacé en 2018 à Fürth (Allemagne), a été créé en 1984 à Neustadt an der Aisch (Allemagne) et fait partie des plus grandes imprimeries en ligne d'Europe. L'entreprise est connue en Allemagne sous le nom de dieruckerei.de jusqu'en juillet 2020.
Les sites de production d'Onlineprinters GmbH se situent à Neustadt an der Aisch (Allemagne, maison mère), Waldbüttelbrunn (Allemagne), Southend-on-Sea (Royaume-Uni), Aarhus (Danemark), Stettin (Pologne) et Madrid (Espagne). L'entreprise est connue à l'international sous la marque Onlineprinters et commercialise ses produits d'impression dans 30 pays d'Europe.

## Histoire
En 1984, le typographe Erwin Meyer fonde l‘entreprise Druckerei und Verlag E.Meyer GmbH, une imprimerie familiale au modèle classique. Son fils et alors dirigeant Walter Meyer, imprimeur de métier, prend le virage du commerce en ligne et lance ainsi en 2004 la première boutique en ligne sous le nom de diedruckerei.de. Les produits d’impression sont commercialisés en Allemagne sous cette marque jusqu’en juillet 2020, avant de prendre le nom de la marque ombrelle Onlineprinters. 
Le changement de nom de l’entreprise Druckerei und Verlag E. Meyer en Onlineprinters Produktions GmbH à Neustadt an der Aisch est acté en 2019. 
En 2017, Onlineprinters achète l’imprimeur en ligne britannique Solopress, dont le siège social se trouve à Southend-on-Sea. Toujours en 2017, le leader scandinave LaserTryk rejoint le groupe Onlineprinters. En 2020 a lieu le rachat de l’entreprise de finition RIB Industrie-Buchbinderei GmbH, située à Waldbüttelbrunn (Allemagne). La même année, Onlineprinters acquiert l’imprimerie espagnole Copysell, qui compte également 5 magasins physiques à Madrid, où se trouve son siège. Depuis juillet 2021, Onlineprinters est présent sur le marché espagnol sous la marque Onlineprinters España.

## Parrainage
La société Onlineprinters GmbH devient connue du grand public sous la marque diedruckerei.de grâce à des spots publicitaires dans le domaine sportif (football, boxe, championnat du monde de wok, TV total plongeon). L’entreprise fait son retour dans le parrainage sportif en 2020 en tant que sponsor de l’équipe de Bundesliga SpVgg Greuther Fürth, qui joue en première division. Le groupe donne également son nom à l’équipe de basket du TVV Neustadt an der Aisch, qui joue depuis 2020 dans la ligue régionale sud sous le nom de Onlineprinters Neustadt/A.

## Produits
Le catalogue de la boutique en ligne rassemble 5 000 produits et comprend des brochures, affiches, papier à en-tête, calendriers, cartes de visite, blocs, chemises ainsi que des produits grands formats (Large Format Printing). Une catégorie est aussi dédiée aux articles promotionnels. 
L’entreprise fabrique sur ses propres lieux de production et a investi près de 10 millions d’euros dans son parc de machines depuis 2020. Le parc inclut des machines d’impression offset à feuilles de la marque Heidelberg Speedmaster (format 3B), des machines d’impression numérique de la marque HP Indigo, des machines High Speed Inkjet (impression numérique Rollen) de la marque HP ainsi que des équipements de finition des marques Horizon, Polar, C.P. Bourg et Durst.
Les produits imprimés sont fabriqués de façon industrielle à haut degré d’automatisation. Onlineprinters utilise le procédé d’impression dite groupée. 

### Traduction
- (de) Cet article est partiellement ou en totalité issu de l’article de Wikipédia en allemand intitulé « Onlineprinters » (voir la liste des auteurs).